# Милица Михајловић (преводилац)
Милица Михајловић (Београд, 13. фебруар 1926 — Београд, 16. април 1986) била је српски и југословенски преводилац и књижевни критичар

## Биографија

### Младост и образовање
Рођена је 13. фебруара 1926. у Краљевини Југославији од оца Станка (чиновник) и мајке Катарине. Основну школу похађала је у периоду од 1933. до 1937. године у Београду, затим гимназију 1937—1945, а после тога Филозофски Факултет и енглески језик и књижевност (1945—1950) у Београду. Последњу годину школовања (1949/50) провела је на Универзитету у Екситеру (Велика Британија) као стипендисткиња Фонда српског посланика. Године 1951. након завршетка Факултета удала се за књижевника Борислава Михајловића Михиза.

### Каријера
Била је Лектор и наставник енглеског језика на Дипломатско-новинарској школи у Београду (1950—1952), после тога је је постала асистент на Филозофском факултету у Новом Саду (1956—1961).
Говорила је енглески и француски језик. Кратко је живела у Енглеској, Француској, Немачкој, Италији и Канади. Сарађивала је са Летописом МС (1960). Писац предговора или поговора књигама:
- В. Вулф: Госпођа Даловеј (Бг 1960)
- В. Голдинг: Господар мува (Бг 1963, 1966, 1969)
- Џ. Конрад: Црнац са Нарциса (Бг 1969)
- Џ Остин: Нортенгерска опатија (Бг 1969)

Била је члан Удружења књижевних преводилаца Србије (од 1956).

### Смрт
Милицу Михајловић је 4. априла 1986. на пешачком прелазу ударио аутомобил. Дванаест дана касније, преминула је од задобијених повреда. У тренутку смрти имала је шездесет година.